# Geraldia montana
Geraldia montana là một loài ruồi trong họ Tachinidae.